# Flueggea suffruticosa
Flueggea suffruticosa là một loài thực vật có hoa trong họ Diệp hạ châu. Loài này được (Pall.) Baill. mô tả khoa học đầu tiên năm 1858.

## Hình ảnh

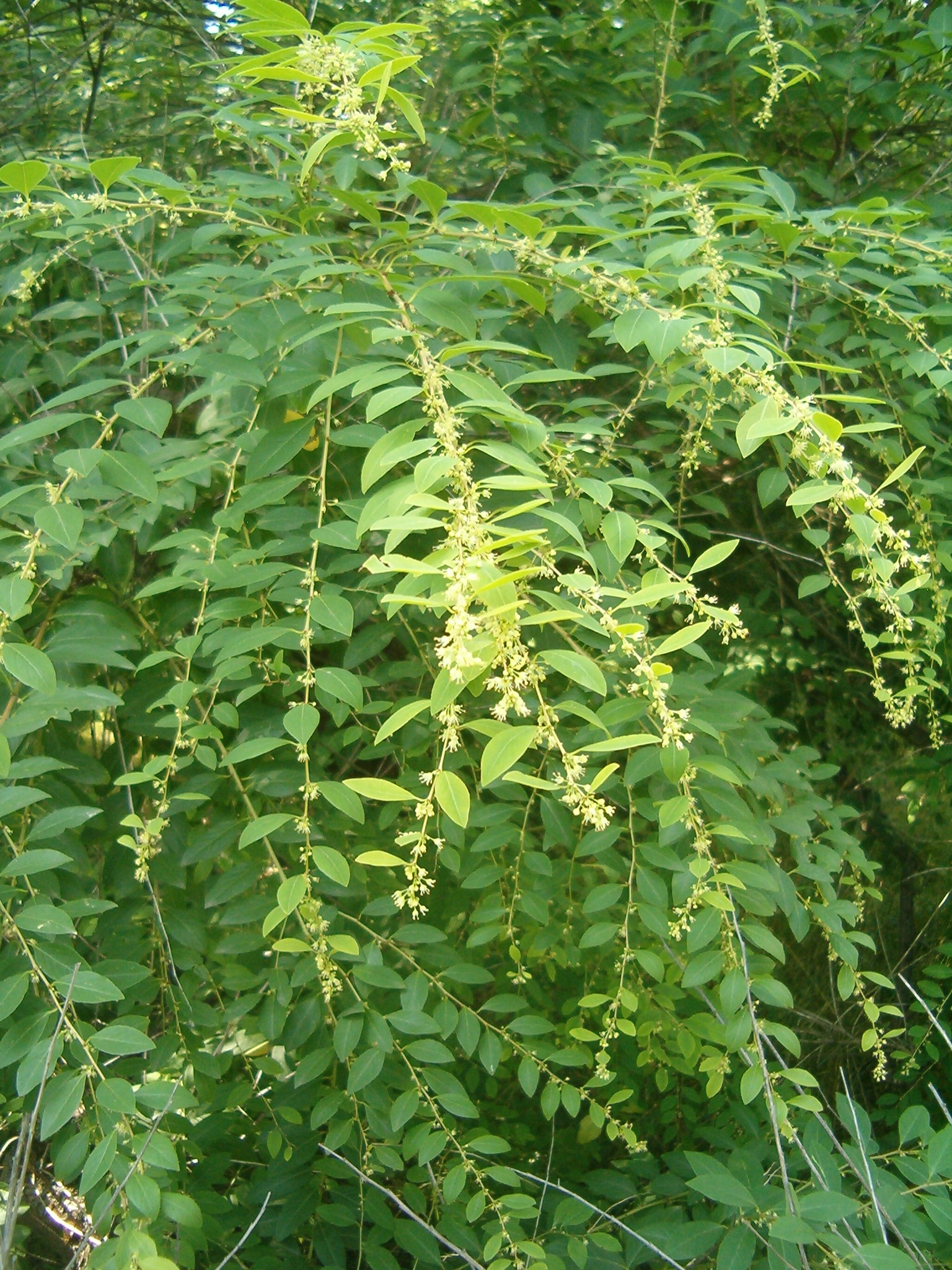
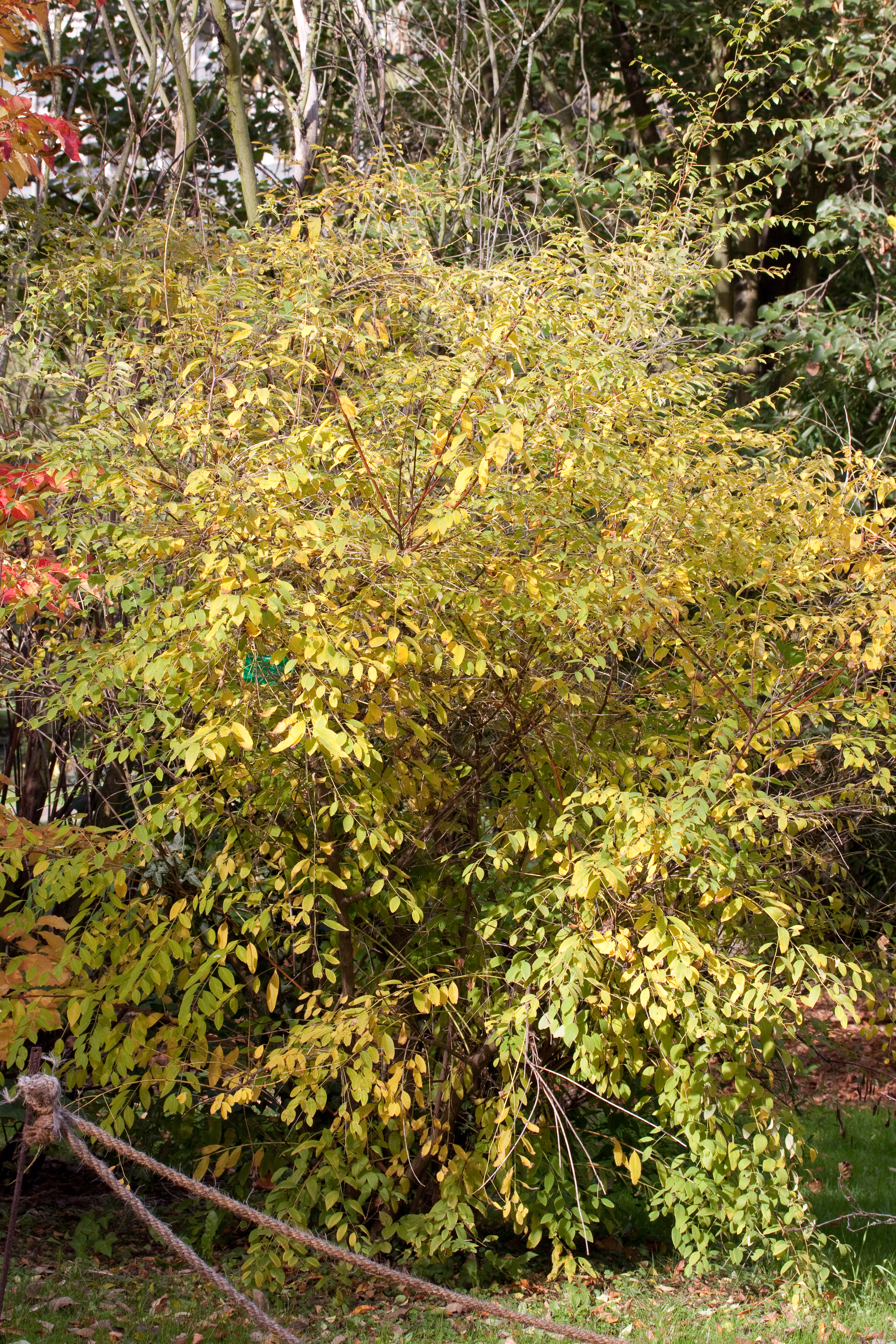
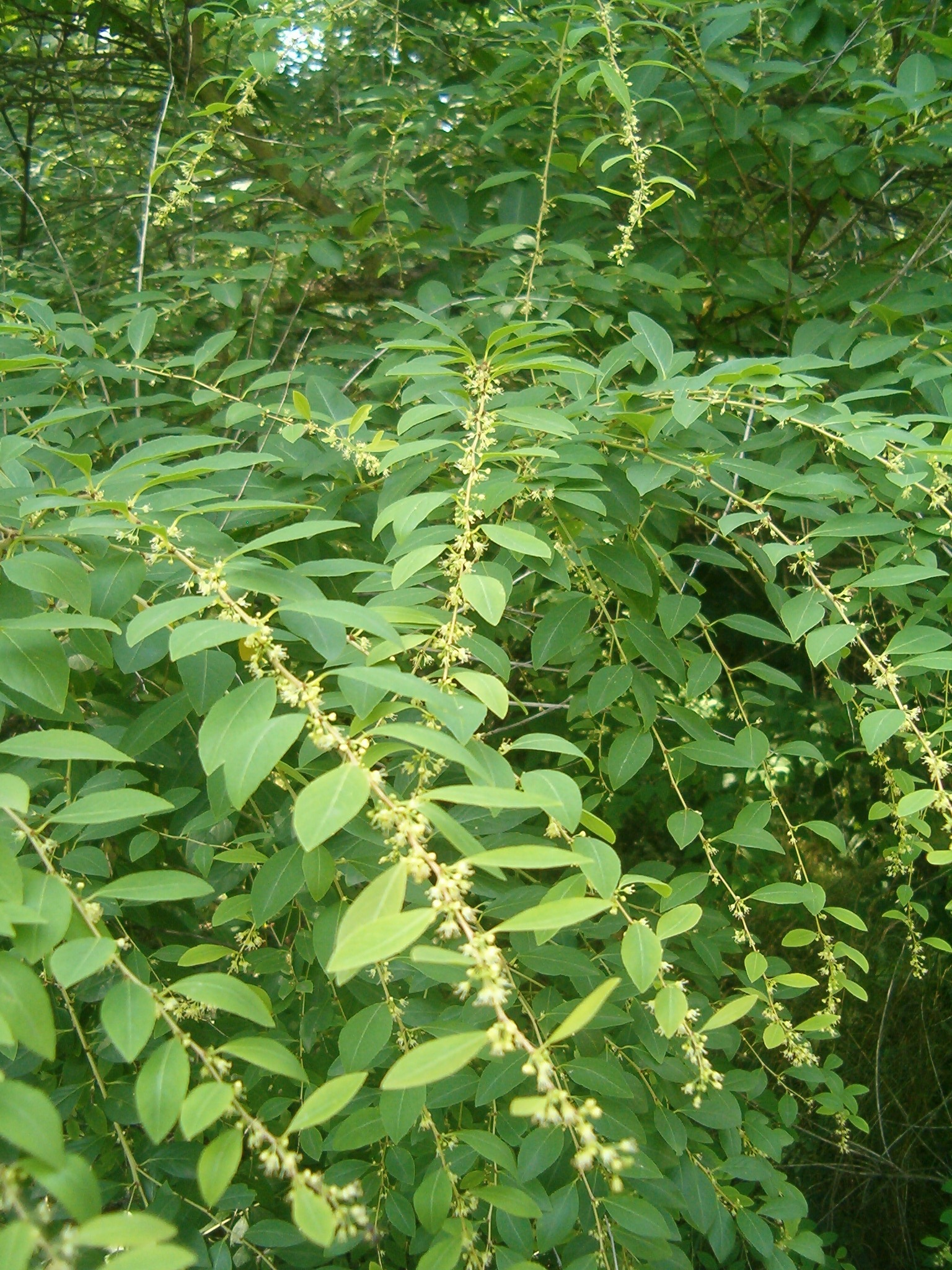
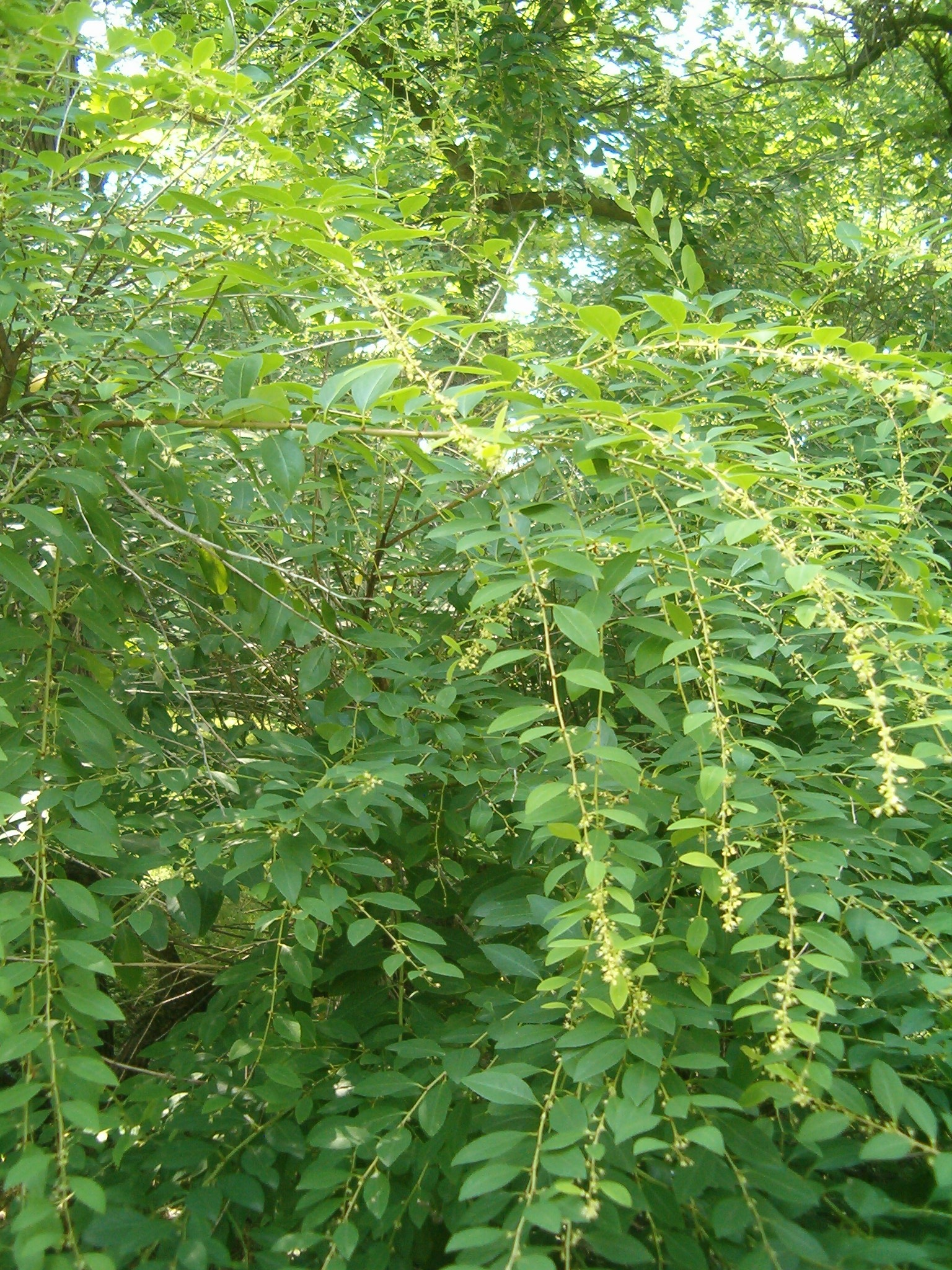